# مارغريت (مسلسل)
مارغريت، مسلسل تلفزيوني كويتي، أنتج وعرض في عام 2021. كتبه علي شمس ومحمد شمس. وأخرجه باسل الخطيب. تحكي الأحداث في إطار درامي تشويقي عن سيدة بريطانية من اصل عربية، تتزوج من خليجي وتعيش في أوساط مجتمعه العربي، وتتشابك قصتها مع قصص المحيطين، وتحدث لها مفارقات كثيرة بسبب بعض السلوكيات العربية، وذلك بعد وفاة زوجها وتوليها رعاية أسرتها.

## البطولة
- حياة الفهد بدور «مارغريت»
- حسن البلام بدور «مزيد»
- سعاد علي بدور «هيفاء»
- حمد العماني بدور «فواز»
- هبة الدري بدور «المياسة»
- بشار الشطي بدور «سالم»
- نور الكويتية بدور «روضة»
- ريم ارحمة بدور «جواهر»
- نواف النجم بدور «عبد العزيز»
- زينب غازي بدور «سمية»
- ابرار سبت بدور «نورة»
- ليالي دهراب بدور «زبيدة»
- نور الشيخ بدور «آسيا»
- خالد الشاعر بدور «جبران»
- شيماء رحيمي بدور «المذيعة»
- منيرة محمد بدور «مرزوقة»
- أحمد اشكناني بدور «سلطان المذيع»
- آلاء شاكر بدور «مريم»
- محمد الصفار بدور «خالد سائق مارغريت»
- نورة عيد
- حمد عتيق